# 马尔科·安东尼奥·冈萨雷斯
马尔科·安东尼奥·冈萨雷斯（西班牙語：Marco Antonio González，1966年7月9日—），西班牙男子水球运动员。他曾代表西班牙参加1988年和1992年夏季奥林匹克运动会水球比赛，其中1992年奥运会获得一枚银牌。